# 山口華楊

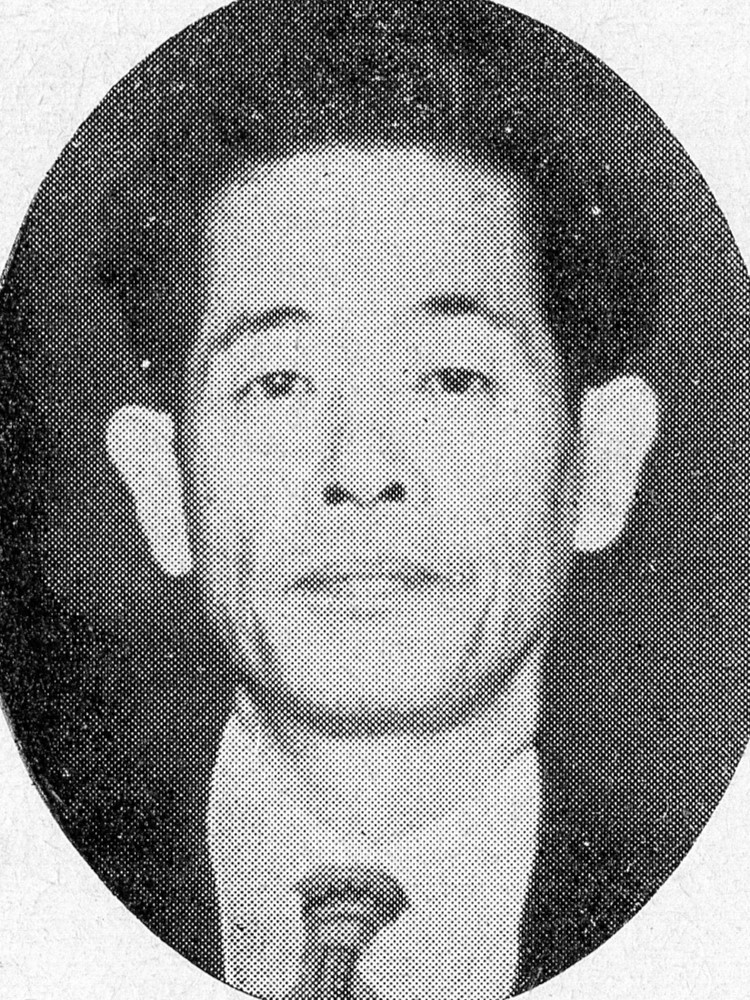
山口華楊

山口 華楊（やまぐち かよう、1899年〈明治32年〉10月3日 - 1984年〈昭和59年〉3月16日）は、山口華楊は日本画家。早くから動物画・花鳥画で知られ、戦後の京都画壇で中心人物の一人となった。

## 概要
山口は1899年（明治32年）に京都市中京区で本名・米次郎として生まれた。父（安之助）は江戸時代からつづく友禅染めの彩色職人で、母親（なを）は京都市内で成功した絵具屋の娘だった。幼いころから絵を描くことを好み、5歳上の兄・松之助も後に玲熙（れいき）と号して菊池芳文に支持、帝展に入選を果たしている。
山口は1912年（明治45年）に京都市立格致尋常小学校を卒業すると、当時の日本画壇の大家だった西村五雲の画塾に入門する。1914年（大正3年）には早くも京都美術協会展に初入選している。西村の勧めで画業をさらに継続することを決意し、1916年（大正5年）に、京都市立絵画専門学校（京都市立芸術大学の前身）に入学する。これは東京美術学校よりも開校が10年先行しており、日本最初の画学校だった。ここで戦前期を代表する日本画家の一人・竹内栖鳳に師事している。
1916年（大正5年）、16歳のときに作品《日午》が文展（文部省美術展覧会）で初入選する。山口によるとこのときの作品は発表初日に80円で買い手がつき、学生一人が10円で一か月生活できた当時としては破格の値段だったという。
こうした画業での安定によって実家を出たのち結婚、1926年（大正15年）には、母校の京都市立絵画専門学校で26歳にして実技教授となった。
山口は《洋犬図》（1937）などの秀作によって戦前すでに京都画壇の中心的存在として知られており、その作風は洋画で描かれる動物の野趣を遠ざけて師の竹内栖鳳や西村五雲の繊細な画風を一面で受けつぎ、「動物画家の自然味とは、およそ反対な、むしろ都会的な作家」とも評される。日本が戦争に突入すると南洋へ派遣され《基地に於ける整備作業》（1943）などの戦争画を描いている。
戦後は動物画・花鳥画を中心に製作し、敗戦による日本画衰退の危機を強く意識した技法の洗練を試みた。戦後の作品で最も知られた作品のひとつ《黒豹》（1960）を、京都の美術評論家・河北倫明は「着実な自然研究を蔵し」「素直な柔らかみのなかに、手がたい滋味と品格をそなえ」ている、と賞賛している。1981年に文化勲章受章、1984年（昭和59年）に京都市内で死去。帝展入選8回、特選2回。門下に京都市立芸術大学教授の岩倉壽などがいる。

## 略歴
- 1912年（明治45年／大正元年） - 西村五雲に師事
- 1919年（大正8年） - 京都市立絵画専門学校（現：京都市立芸術大学）卒業
- 1926年（大正15年／昭和元年） - 同校教員
- 1938年（昭和13年） - 画塾晨鳥社を主宰
- 1951年（昭和26年） - 京都日本画家協会理事長
- 1956年（昭和31年） - 日本芸術院賞受賞
- 1958年（昭和33年） - 日展評議員
- 1969年（昭和44年） - 日展理事
- 1971年（昭和46年） - 京都市文化功労者、日本芸術院会員
- 1973年（昭和48年） - 勲三等瑞宝章受章
- 1975年（昭和50年） - 日展顧問
- 1980年（昭和55年） - 文化功労者
- 1981年（昭和56年） - 文化勲章受章
- 1982年（昭和57年） - 京都市名誉市民[10]
- 1984年（昭和59年） - 3月16日、京都市にて死去。従三位に叙せられる

## 著書・画集
- 『山口華楊展』 東急百貨店 1982年
- 『絵がかきたうて』 日本経済新聞社 1984年
- 『山口華楊と晨鳥社の人びと』 日本経済新聞社 1994年
- 『山口華楊と晨鳥社の今』 晨鳥社・奈良県立万葉文化館 2008年